# Apherusa mediterranea
Apherusa mediterranea is een vlokreeftensoort uit de familie van de Calliopiidae. De wetenschappelijke naam van de soort is voor het eerst geldig gepubliceerd in 1911 door Chevreux.